# Hypsiboas alboniger
Hypsiboas alboniger es una especie de anfibios de la familia Hylidae. Es endémica de Bolivia.
Sus hábitats naturales incluyen montanos secos, zonas de arbustos tropicales o subtropicales a gran altitud, praderas a gran altitud y ríos. Está amenazada de extinción por la destrucción de su hábitat natural.